# 高野雄一
高野 雄一（たかの ゆういち、1916年11月3日 - 2004年3月25日）は、日本の法学者。専門は国際法。学位は、法学博士（東京大学・論文博士・1962年）。東京大学名誉教授。著書『国際組織法』（初版1961年）はこの分野の代表的な著作として知られる。

## 略歴
弁護士・高野弦雄の長男。1941年東京帝国大学法学部卒業、同助手。指導教官は横田喜三郎。1944年より外務省条約局勤務。1948年、法政大学教授。1949年、東京大学法学部助教授、1956年に教授。1977年定年退官後、上智大学法学部教授、1988年より八千代国際大学政治経済学部教授を務めた。1992年勲三等旭日中綬章受章。日本のポツダム宣言受諾を無条件降伏とする説に反対し、江藤淳を支持した。墓所は多磨霊園(24-1-47)
妻は菊池勇夫（九州大学名誉教授）の長女。

## 著書
- 『国際法講義案 第1』（有斐閣 1952年）
- 『國際公法』（弘文堂 1954年）（法律學講座）
- 『国際法概論』（弘文堂 1957年）
- 『憲法と条約』（東京大学出版会 1960年）（東大社会科学研究叢書）
- 『国際組織法』（有斐閣 1961年）（法律学全集）
- 『日本の領土』（東京大学出版会 1962年）（東大社会科学研究叢書）
- 『国際司法裁判所 判例研究』（東京大学出版会 1965年）
- 『国際社会における人権』（岩波書店 1977年）（現代法叢書）
- 『教養国際法 明日の国際社会と日本』（東京大学出版会 1983年）
- 『国際法からみた北方領土』（岩波ブックレット 1986年）
- 『現代国際法 人間の顔をもつ国際秩序』（北樹出版 1990年）
- 『国際社会と法』（東信堂 1999年）（現代国際法叢書）
- 『集団安保と自衛権』（東信堂 1999年）（現代国際法叢書）

## 共編著
- 『国際経済組織法』（筒井若水共著 東京大学出版会 1965年）
- 『国際条約集』（横田喜三郎共編 有斐閣）1950年から1992年まで毎年新版刊行
- 『国際経済条約集』（小原喜雄共編 有斐閣 1983年）
- 『国際法、国際連合と日本 高野雄一先生古稀記念論文集』（大沼保昭編 弘文堂 1987年）